# براندون اسکلنار
براندون اسکلنار (به انگلیسی: Brandon Sklenar) (زاده ۲۶ ژوئن ۱۹۹۰) یک بازیگر آمریکایی است که بیشتر برای بازی در فیلم‌های معاون، میدوی، با ما به پایان می‌رسد، رهایی و خدمتکار شناخته می‌شود. او همچنین برای بازی در نقش اسپنسر داتون در سریال وسترن ۱۹۲۳ شناخته شده است.
اسکلنار در شمال نیوجرسی به دنیا آمد و بزرگ شد. پدر و مادر او بروس فیکینز و فرانسین اسکلنار هستند. مادرش اصالتاً اهل چکسلواکی است.